# Palazzo dello Strozzino
Le Palazzo dello Strozzino est un palais de la ville de  Florence, en Italie.

## Histoire

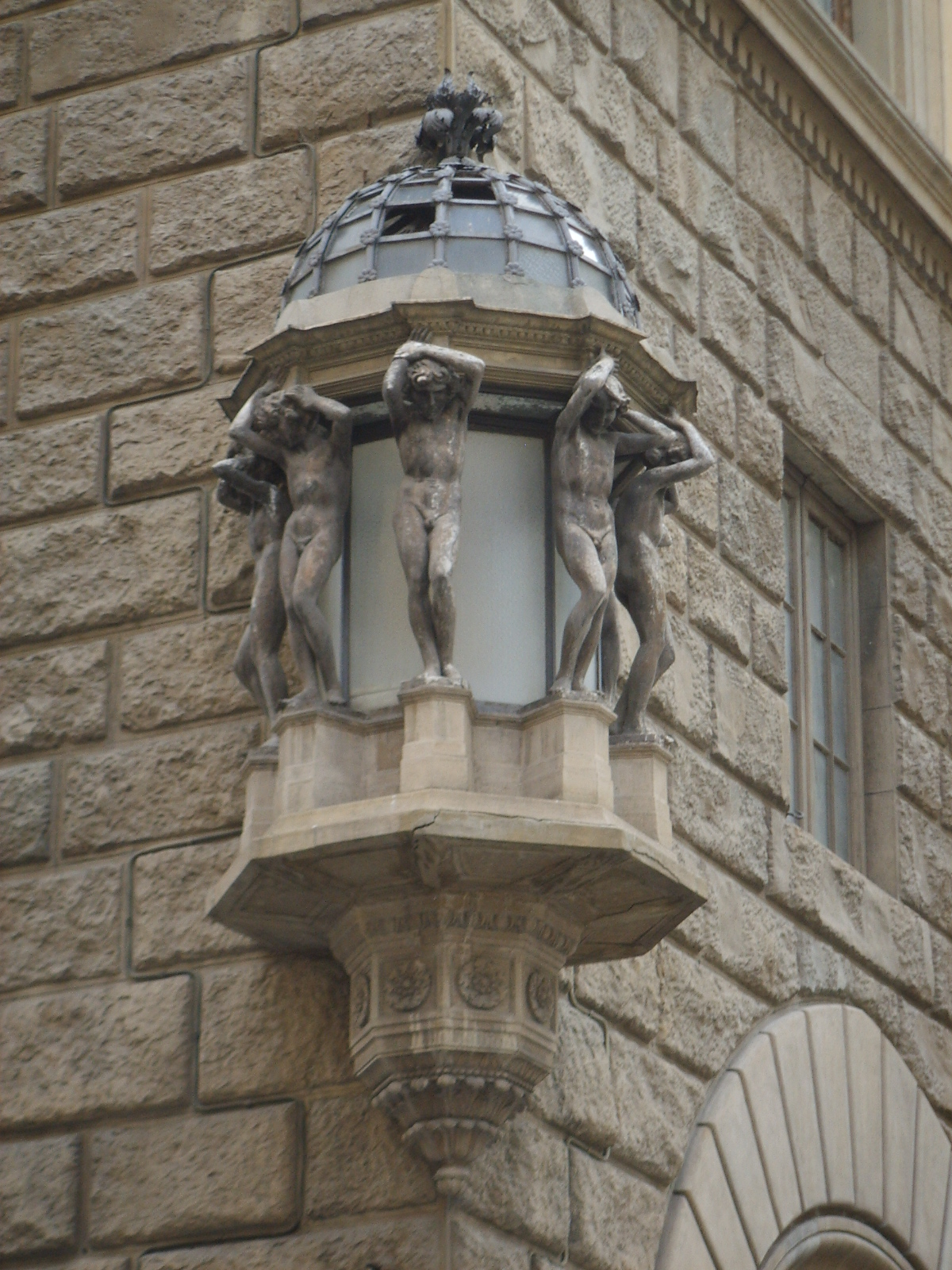
Edicola du Cinema Odeon

Ce palais était une résidence de la famille Strozzi, plus vieux que le  Palazzo Strozzi. Il a été également appelé Palazzo delle Tre Porte (« Palais des trois portes ») pour ses trois portes. Le Palais abrite aujourd'hui le cinéma Odeon, conçu par Marcello Piacentini et l'école de langues de l'Institut britannique de Florence.
Le palais a été construit sur un terrain ayant appartenu à Palla Strozzi ; après son exil en 1434, il est passé à ses cousins Agnolo et Palla di Novello.
Une rénovation a été entreprise vers 1457 ; la conception est attribuée à Filippo Brunelleschi. Néanmoins d'autres architectes ont participé à la construction :
- Michelozzo, auquel est attribuée la façade inférieure (Bugnato).
- Giuliano da Maiano, le premier étage à doubles fenêtres à meneaux (v. 1456).

Michelozzo a également conçu la cour intérieure (vers 1460), qui avait un portique à colonnes, détruite pour accueillir le cinéma actuel.
Le palais fut en partie démoli à l'époque où Florence était la capitale de l'Italie (1865).
Au cours de la dernière décennie, le palais a été partiellement démoli pour faire place à la via dei Sassetti et élargir  la via degli Anselmi.

## Sources
- (en) Cet article est partiellement ou en totalité issu de l’article de Wikipédia en anglais intitulé « Palazzo dello Strozzino » (voir la liste des auteurs).